# Teatro de Arte Yiddish
El Teatro de Arte Yiddish  o conocido anteriormente como el Irving Place Theatre es un teatro histórico ubicado en Nueva York, Nueva York. El Teatro de Arte Yiddish se encuentra inscrito  en el Registro Nacional de Lugares Históricos desde el 19 de septiembre de 1985.  

## Ubicación
El Teatro de Arte Yiddish se encuentra dentro del condado de Nueva York en las coordenadas 40°44′05″N 73°59′19″O / 40.734588, -73.988510.